# Neurophyseta parvalis
Neurophyseta parvalis là một loài bướm đêm trong họ Crambidae.